# 本宮山 (犬山市)

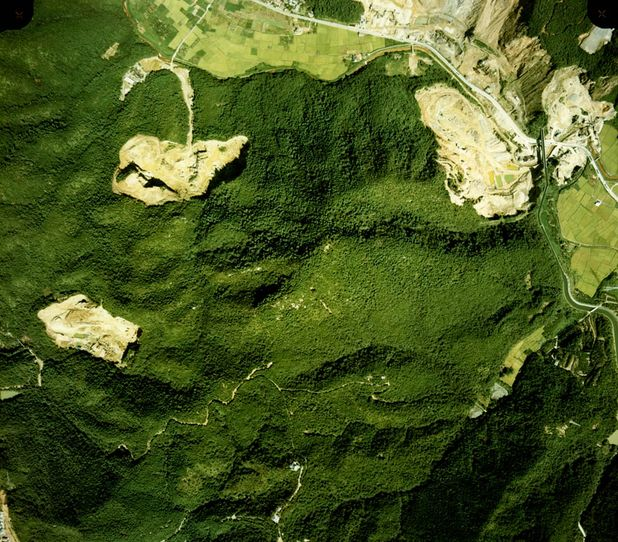
1977年度（昭和52年）に撮影された本宮山を撮影した航空写真。

本宮山（ほんぐうさん）は、愛知県犬山市にある標高293mの山である。

## 概要
犬山市南部に位置し、別名「尾張本宮山」「尾張大富士」「二宮山」。尾張三山の1つである。
西側の山麓には大縣神社があり、山頂付近にはその奥宮がある。大縣神社の東側から参道が整備されており、山の南側を通り、東側にある県道453号明治村小牧線まで抜ける事ができる。
その南東の山麓にはヒトツバタゴの自生地がある。
東側には愛知用水が流れ、さらに東北東には入鹿池がある。
南側には尾張信貴山のピークがあり、その山頂には尾張信貴山泉浄院の寺院がある。そのさらに南には2重の多宝塔がある。

## 施設
大縣神社奥宮
奥宮の北側に一等三角点が設置されている。
大縣神社から奥宮までの参道がある。その参道は登山道を兼ねていて、案内標識が設置されている。その途中には、展望台がある。

## 周辺の山
- 尾張富士
- 白山
- 小牧山
- 八曽山
- 東谷山

## 関連画像

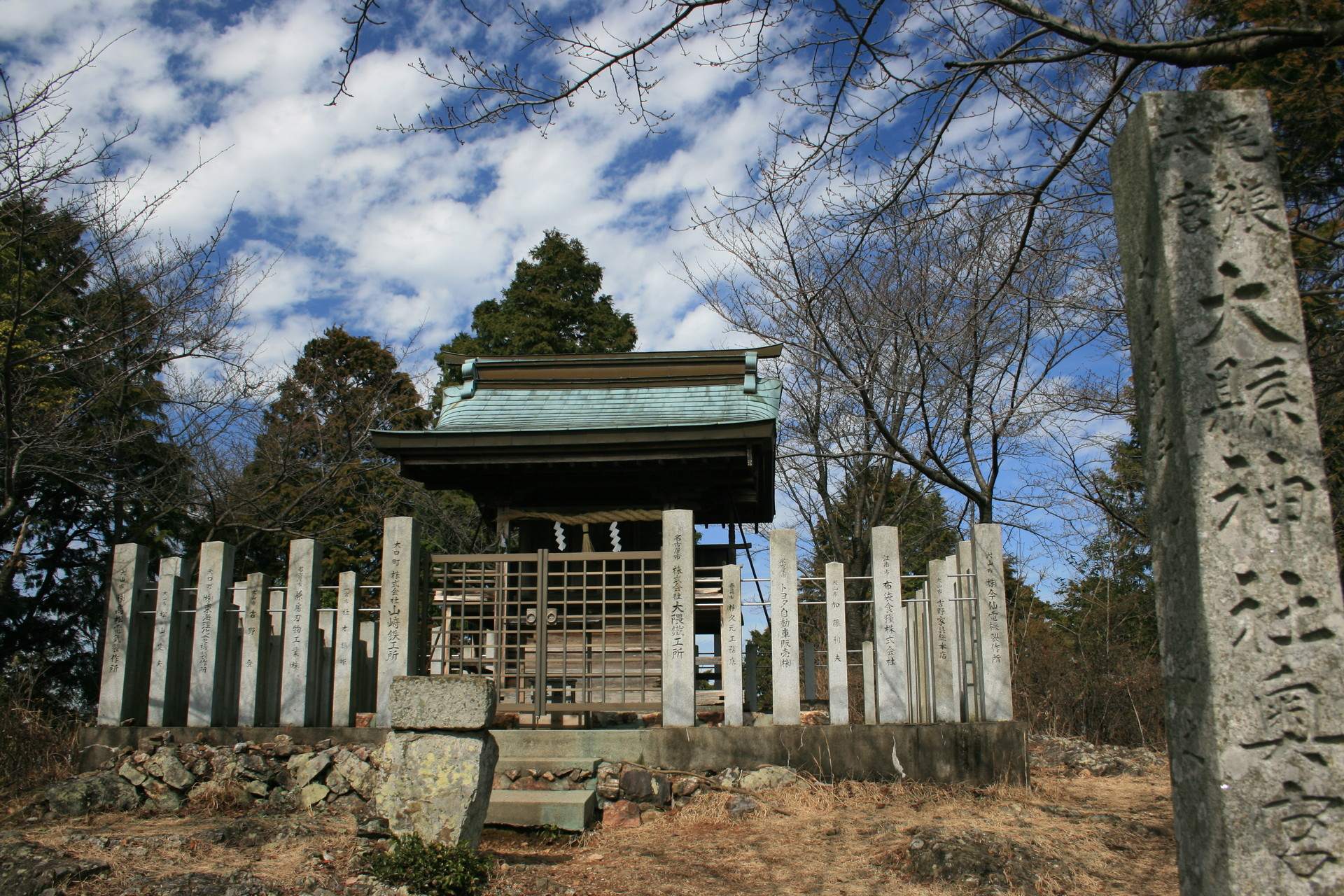
本宮山頂上の大縣神社
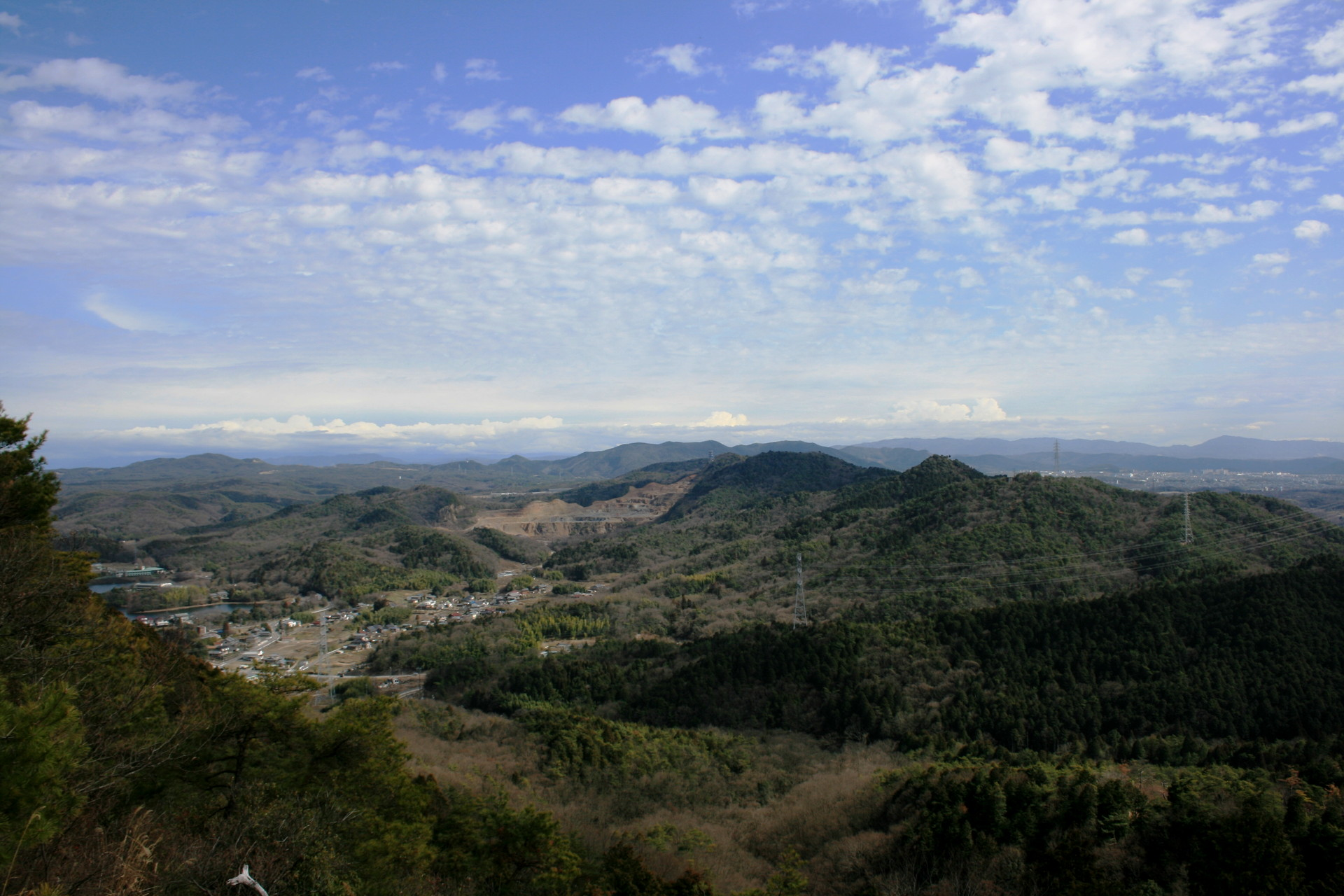
本宮山から望む白山
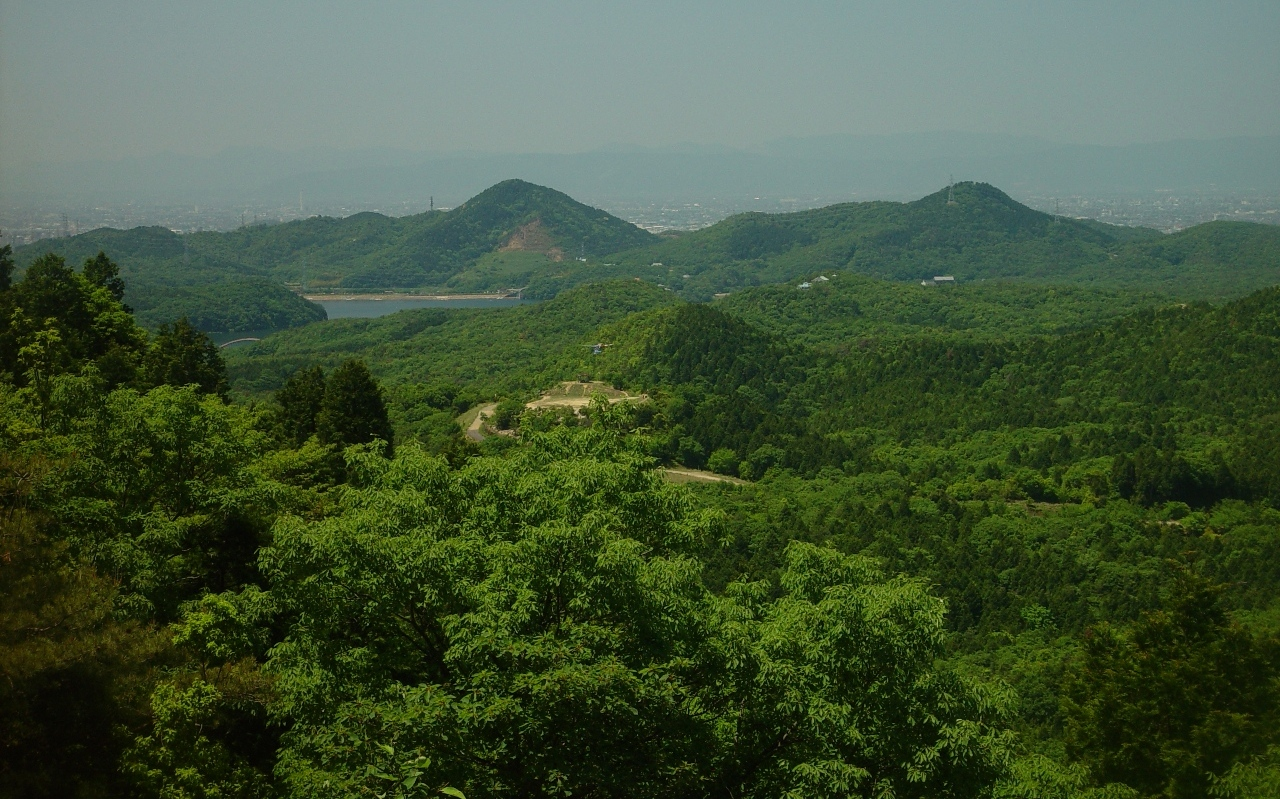
八曽山から望む本宮山と尾張富士
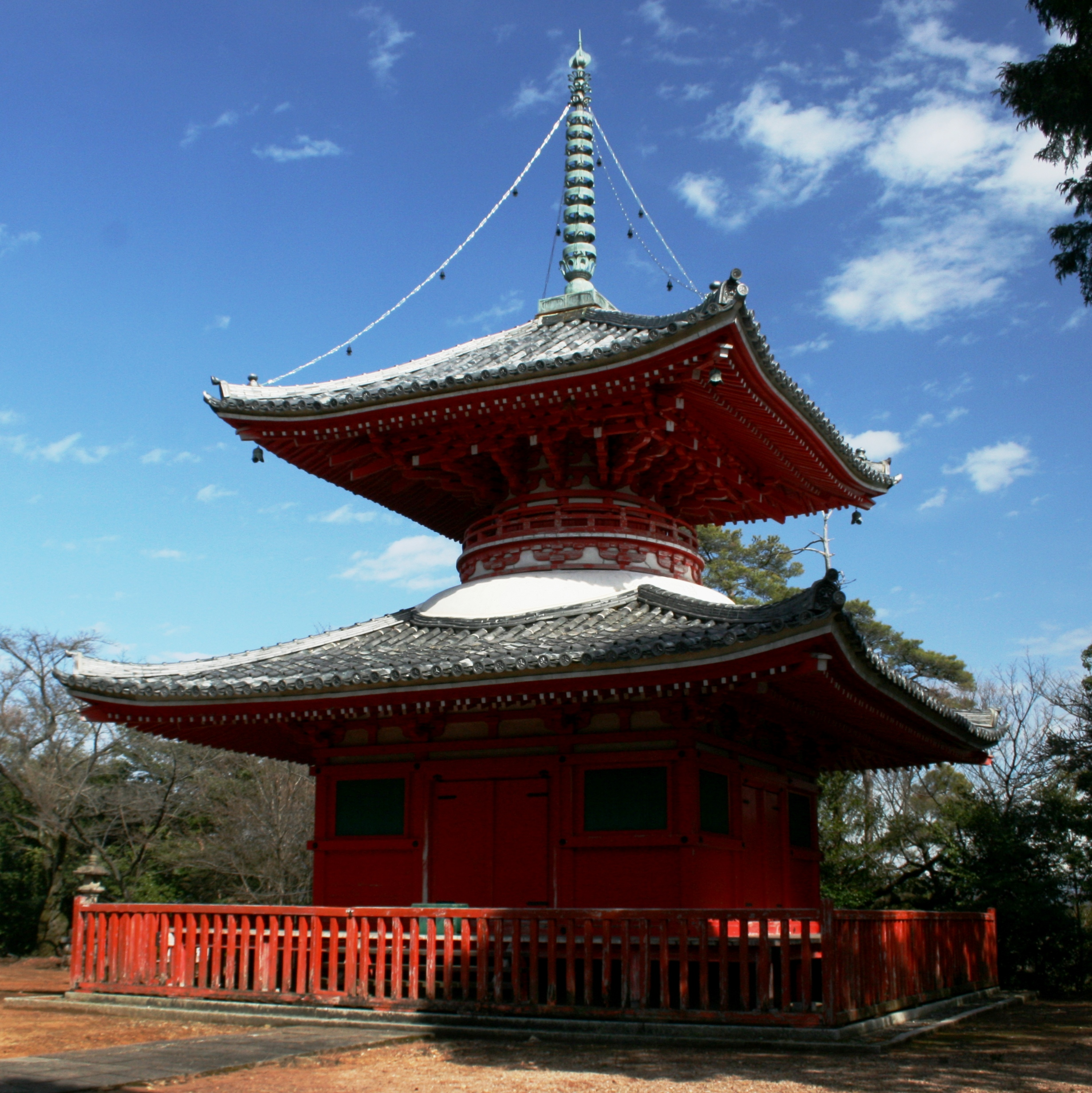
多宝塔（信貴山泉浄院、本宮山の南）

## 関連図書
- 『尾州本宮山美濃をがせ実伝』吉田静深/著、山姥寺、1925年
- 『尾張本宮山山姥物語考』市橋鐸/著、犬山郷土会、1970年
- 『新・こんなに楽しい愛知の130山』あつた勤労者山岳会/編、風媒社、2003年、ISBN 4-833-10107-6
- 『ふるさとお話の旅7』野村純一/監修、杉浦邦子/編、星の環会、2005年、ISBN 4-892-94414-9
- 『改訂版 愛知県の山』山と渓谷社、2010年、ISBN 978-4-635-02372-6